# Baudtsmolen
De Baudtsmolen is een windmolenrestant in de Oost-Vlaamse plaats Laarne, gelegen aan de Brandemanstraat 33.
Deze ronde stenen molen van het type beltmolen fungeerde als korenmolen.
In 1865 werd deze molen gebouwd naast een rosmolen die al in 1863 werd opgericht. Vanaf 1943 werd ook elektrisch gemalen en in 1945 werd het wiekenkruis verwijderd. In 1962 stopte ook het elektrisch maalbedrijf en werd de inventaris uit de romp verwijderd.
Het molenaarshuis is van 1858.
- Inventaris van het Bouwkundig Erfgoed (Vlaanderen): 54299